# Giesbertia rugosa
Giesbertia rugosa är en skalbaggsart som beskrevs av Chemsak och Linsley 1984. Giesbertia rugosa ingår i släktet Giesbertia och familjen långhorningar. Inga underarter finns listade i Catalogue of Life.